# Новоалександровка (Приазовский район)
Новоалександровка (укр. Новоолександрівка) — село,
Нововасилевский поселковый совет,
Приазовский район,
Запорожская область,
Украина.
Код КОАТУУ — 2324555402. Население по переписи 2001 года составляло 464 человека.

## Географическое положение
Село Новоалександровка находится на левом берегу реки Апанлы,
выше по течению и
на противоположном берегу расположен пгт Нововасилевка.

## История
- 1920 год — дата основания.

## Объекты социальной сферы
- Фельдшерско-акушерский пункт.

## Известные люди
- Кузьменко Иван Прокофьевич (1920—2006) — Герой Советского Союза, родился в селе  Новоалександровка.